# Route européenne 233
Pour les articles homonymes, voir E233 (homonymie) et Route 233.
La route européenne 233 est une route reliant Hoogeveen à Brême.